# Geinberg
Geinberg ist eine Gemeinde in Oberösterreich im Bezirk Ried im Innkreis im Innviertel mit 1471 Einwohnern (Stand 1. Jänner 2024). Die Gemeinde liegt im Gerichtsbezirk Ried im Innkreis.

## Geografie
Geinberg liegt auf 403 Meter Höhe im Innviertel. Die Ausdehnung beträgt von Nord nach Süd 5,2 Kilometer, von West nach Ost 5,5 Kilometer. Die Gesamtfläche beträgt 14 Quadratkilometer. 17,9 Prozent der Fläche sind bewaldet, 71,4 Prozent der Fläche sind landwirtschaftlich genutzt.

### Gemeindegliederung
Das Gemeindegebiet umfasst folgende Ortschaften (in Klammern Einwohnerzahl Stand 1. Jänner 2024):
- Durchham (70)
- Ellreching (12)
- Geinberg (732)
- Hart (44)
- Haudering (28)
- Kager (29)
- Moosham (232)
- Neuhaus (122)
- Nonsbach (50)
- Oberaichet (52) samt Oberaichet-Siedlung
- Winten (100)

### Nachbargemeinden
| Mühlheim am Inn | Kirchdorf am Inn                            | St. Georgen |
| Altheim (BR)    | Kompassrose, die auf Nachbargemeinden zeigt | Gurten      |
|                 | Polling im Innkreis (BR)                    |             |

## Geschichte
Seit Gründung des Herzogtums Bayern war der Ort bis 1779 bayrisch und kam nach dem Frieden von Teschen mit dem Innviertel (damals 'Innbaiern') zu Österreich. Geinberg war eine Patronatskirche der Grafen Aham, die auf dem Schloss Neuhaus im Gemeindegebiet von Geinberg ihren Sitz hatten. Joseph Matthias Franz Xaver Benedict Graf von Aham und Neuhaus (1820–1881) starb hier als Letzter des Geschlechtes und wurde im Stift Reichersberg begraben.
Während der Napoleonischen Kriege wieder kurz bayrisch, gehört er seit 1816 endgültig zu Oberösterreich.
Nach dem Anschluss Österreichs an das Deutsche Reich am 13. März 1938 gehörte der Ort zum Gau Oberdonau. Nach 1945 erfolgte die Wiederherstellung Oberösterreichs.

### Geschichte der Therme Geinberg
Bereits kurz nach 1945 gab es in Geinberg erste Ideen, den Ort als Thermal-, Kur- bzw. Badeort zu etablieren. Es dauerte jedoch mehr als 50 Jahre, bis aus der Vision Realität wurde. Aufgrund der Breitenwirkung und der Bedeutung für die Region hat die Therme Geinberg Leitprojekt-Charakter.
1974: Die RAG (Rohöl-Auffindungsgesellschaft, gegründet von Exxon Mobil Corporation und N.V. de Bataafsche Petroleum
Maatschappij, heute Royal Dutch Shell plc) bohrte nach Erdöl und stieß dabei auf heißes Wasser. Das Bohrloch wurde wieder verschlossen, da die RAG weder zur Nutzung des Heißwasservorkommens berechtigt noch längerfristig daran interessiert war.
1980: Eine lokale Interessensgemeinschaft finanzierte mit Unterstützung des Landes Oberösterreich eine neuerliche Probebohrung – diesmal mit dem Ziel, das 1974 entdeckte Heißwasservorkommen zu erschließen. Die Bohrung war erfolgreich. Man stieß auf eine der ergiebigsten und heißesten Heilquellen Mitteleuropas.
1991: Die VAMED-Gruppe begann mit der Projektentwicklung.
1996: Die Projektentwicklung durch die VAMED-Gruppe war abgeschlossen, die Finanzierung gesichert durch ein Finanzierungskonsortium, dem die Raiffeisen-Landesbank Oberösterreich vorstand.
07/1996: Der Spatenstich zum Bau der Therme Geinberg erfolgte. Mit 54,5 Millionen Euro Investitionsvolumen auf einem Areal von 102.000 Quadratmetern in der Gemeinde Geinberg war das Thermalzentrum damals bis zur Eröffnung die größte Baustelle Oberösterreichs. In der Rekordzeit von nur 20 Monaten wurde dieses Projekt im geplanten Zeitrahmen errichtet.
1998: Am 4. Mai 1998 erfolgte die offizielle Eröffnung des Thermenzentrums mit einem Festakt.

### Einwohnerentwicklung
1991 hatte die Gemeinde laut Volkszählung 1.271 Einwohner, 2001 dann 1.317 Einwohner. Da die Geburtenbilanz und die Wanderungsbilanz auch bis 2011 positiv blieben, stieg die Bevölkerungszahl auf 1.385 im Jahr 2011.

## Kultur und Sehenswürdigkeiten
- Schloss Neuhaus

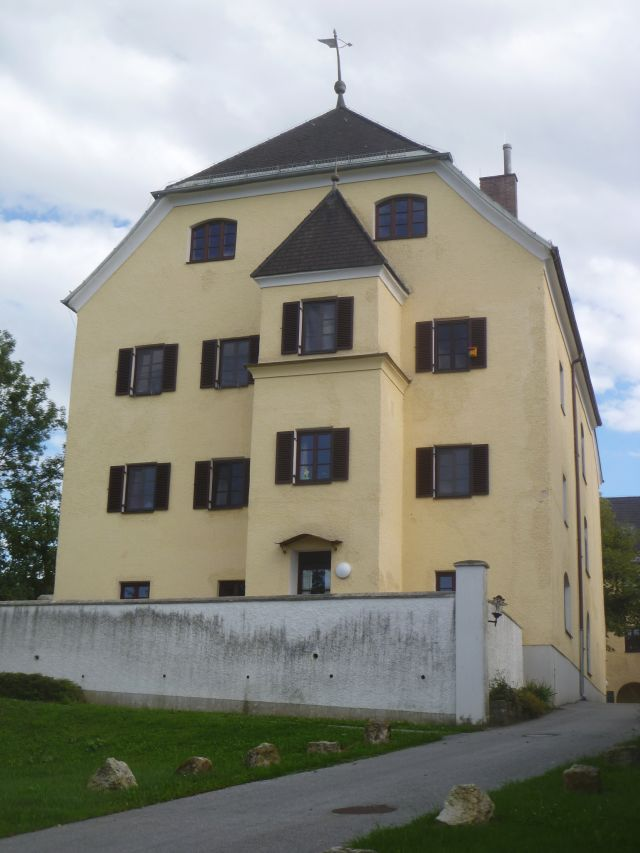
Schloss Neuhaus

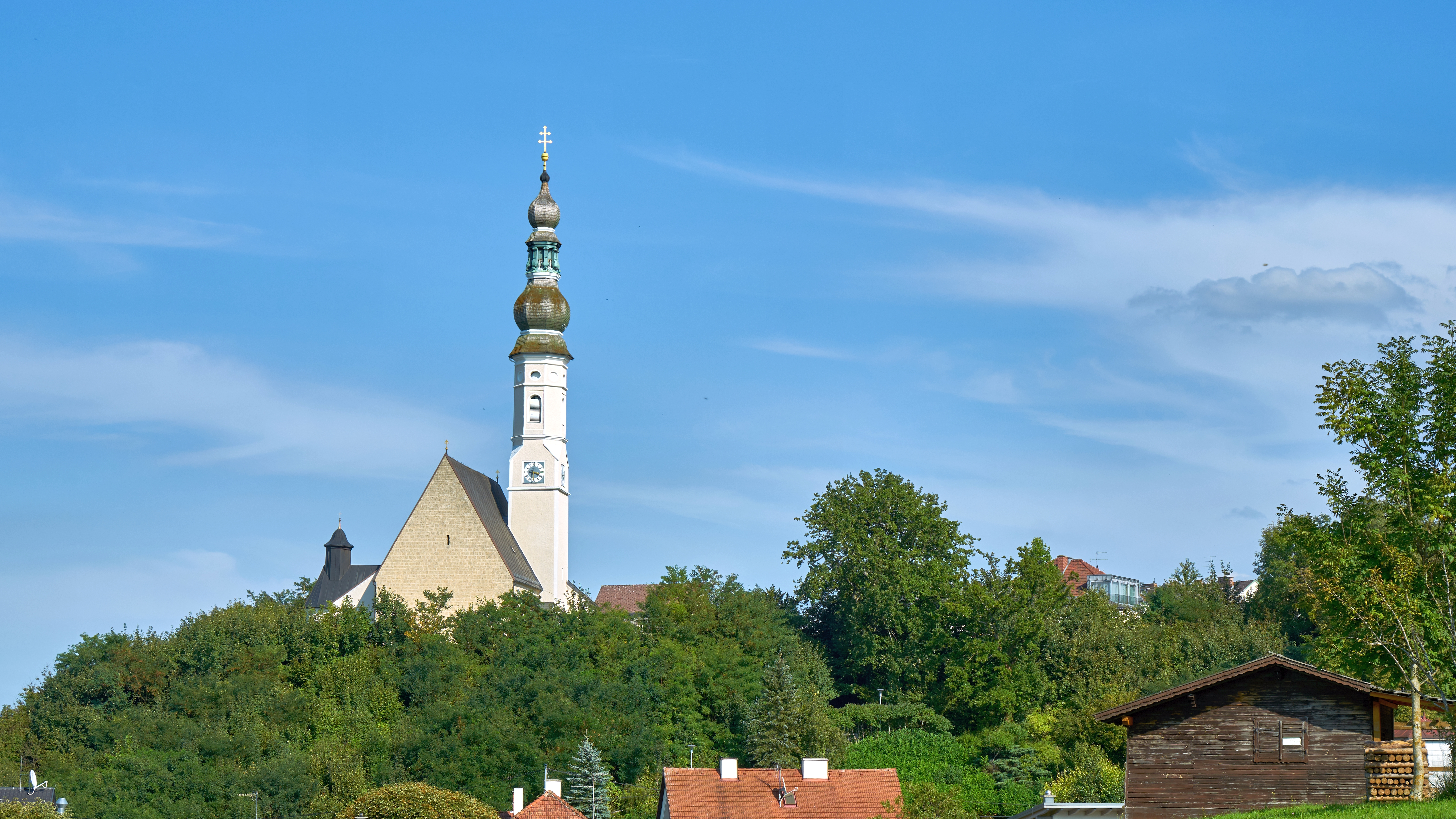
Pfarrkirche Geinberg

- Katholische Pfarrkirche Geinberg hl. Michael

## Wirtschaft und Infrastruktur

### Bildung
In Geinberg gibt es ein Schulzentrum mit zwei Schulen und einem Kindergarten:
- Kindergarten
- Volksschule
- Neue Mittelschule[5]

### Vereine
In der Gemeinde Geinberg sind insgesamt 25 Vereine und zwei Freiwillige Feuerwehren (Körperschaft des öffentlichen Rechts) ansässig.

## Politik
Der Gemeinderat hat 19 Mitglieder.

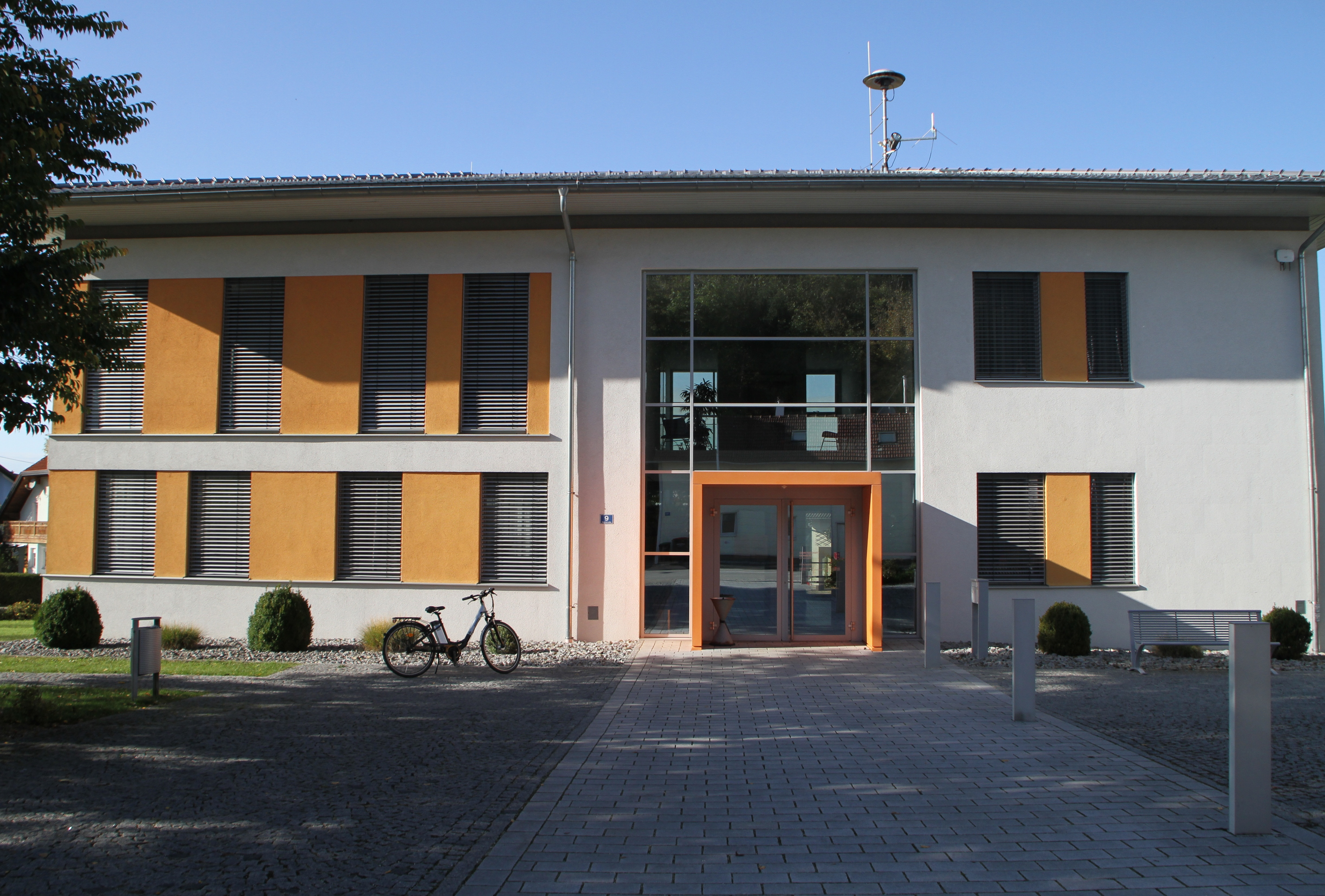
Gemeindeamt Geinberg

- Mit den Gemeinderats- und Bürgermeisterwahlen in Oberösterreich 2003 hatte der Gemeinderat folgende Verteilung: 7 ÖVP, 7 FPÖ und 5 SPÖ.
- Mit den Gemeinderats- und Bürgermeisterwahlen in Oberösterreich 2009 hatte der Gemeinderat folgende Verteilung: 8 ÖVP, 7 FPÖ und 4 SPÖ.
- Mit den Gemeinderats- und Bürgermeisterwahlen in Oberösterreich 2015 hatte der Gemeinderat folgende Verteilung: 9 FPÖ, 6 ÖVP und 4 SPÖ.
- Mit den Gemeinderats- und Bürgermeisterwahlen in Oberösterreich 2021 hat der Gemeinderat folgende Verteilung: 8 ÖVP, 7 FPÖ, 3 SPÖ und 1 MFG.[7]

### Bürgermeister
- 1849–1851 Graf Josef von Aham, Schlossbesitzer
- 1851–1861 Johann Gollhammer, Bauer
- 1861–1864 Josef Draxlbauer, Bauer
- 1864–1867 Michael Winhart, Gastwirt
- 1867–1870 Graf Josef von Aham, Schlossbesitzer
- 1870–1873 Josef Lobmaier, Bauer
- 1873–1876 Josef Spindler, Bauer
- 1876–1879 Michael Reiter, Bauer
- 1879–1882 Engelbert Nöbauer, Bauer
- 1882–1885 Johann Zollner, Bauer
- 1885–1888 Josef Bründl, Fleischhauer
- 1888–1891 Josef Schrems, Bauer
- 1891–1894 Wenzl Grünbart, Bauer
- 1894–1897 Johann Winklhammer, Bauer
- 1897–1900 Heinrich Weishäupl, Bauer
- 1900–1903 Franz Reitinger, Bauer
- 1903–1906 Leopold Würtinger, Bauer
- 1906–1909 Johann Bleckenwegner, Bauer
- 1909–1912 Josef Spindler, Bauer
- 1912–1919 Johann Stadler, Bauer
- 1919–1929 Georg Wiesbauer, Bauer
- 1929–1938 Karl Nöbauer, Bauer
- 1938–1945 Georg Grünbart, Bankdirektor
- 1945–1947 Engelbert Lobmaier, Bauer
- 1947–1951 Josef Spindler, Bauer
- 1951–1955 Johann Lobmaier, Bauer
- 1955–1976 Georg Grünbart, Landesrat i. R.
- 1976–1991 Josef Hartl (ÖVP)
- 1991–2020 Bernhard Schöppl (FPÖ)
- seit 2020 Franz Ludwig Reitinger (FPÖ)

(Quelle:)

### Wappen
Offizielle Beschreibung des Gemeindewappens: Gespalten; rechts in Silber ein roter, linksgewendeter aufgerichteter Leopard, links in Blau ein silbernes Garbenbündel aus fünf stilisierten Ähren.
Die Gemeindefarben sind Blau-Weiß-Rot-Weiß.
Das Gemeindewappen wurde 1966 von der oberösterreichischen Landesregierung verliehen. Der Leopard ist dem Stammwappen der Ahamer entnommen, die fast 600 Jahre lang im Besitz von Schloss Neuhaus waren. Das Ährenbündel steht für die Bedeutung der Landwirtschaft und die hohe Produktivität der im Gemeindegebiet wirkenden bäuerlichen Genossenschaften, deren Erzeugungsvolumen 1966 an dritter Stelle in Oberösterreich stand. Die Farben des Wappens und der Fahne (weiß-blau und weiß-rot) erinnern an die ehemalige Zugehörigkeit des Ortes zu Bayern und die heutige zu Oberösterreich.

## Persönlichkeiten

### Söhne und Töchter der Gemeinde
- Stephan Gast (* 1733 in Nonsberg; † 1791 in Wippenham), Uhrmacher, Begründer der Orgelbaudynastie Gast
- Georg Grünbart (1903–1987), Politiker (VdU/FPÖ) und Bankbeamter
- Eugen Adelsmayr (* 1959), Anästhesist und Intensivmediziner

### Mit der Gemeinde verbundene Persönlichkeiten
- Michael Huber (1866–1949), Priester, Reichsrats- und Landtagsabgeordneter